# Gnathia incana
Gnathia incana är en kräftdjursart som beskrevs av Menzies och George 1972. Gnathia incana ingår i släktet Gnathia och familjen Gnathiidae. Inga underarter finns listade i Catalogue of Life.